# Villa Atamisqui
Villa Atamisqui ist die Hauptstadt des Departamento Atamisqui in der Provinz Santiago del Estero im nordwestlichen Argentinien. Sie liegt 113 Kilometer von der Provinzhauptstadt Santiago del Estero entfernt und ist über die Ruta Nacional 9 mit ihr verbunden. In der Klassifikation der Gemeinden der Provinz ist sie als Gemeinde der 3. Kategorie eingeteilt.

## Bevölkerung
Villa Atamisqui hat 2.683 Einwohner (2001, INDEC), das sind 27 Prozent der Bevölkerung des Departamento Atamisqui.